# Giovanni di Simone
Giovanni di Simone (fl. XIII secolo) è stato un architetto e ingegnere italiano attivo a Pisa, noto soprattutto per i suoi interventi nella Piazza dei Miracoli.

## Biografia
La figura di Giovanni di Simone è rimasta fino all'età moderna sconosciuta agli studiosi perché il suo nome veniva confuso con quello del più famoso Giovanni di Nicola, in quanto entrambi figuravano nei documenti ufficiali con il nome di "Giovanni Pisano". Solamente nel 1918 Peleo Bacci, mediante un'attenta ricostruzione storica, basata su documenti, riuscì a distinguere tra i due Giovanni.
La data di nascita di Giovanni di Simone è incerta e le fonti non recano informazioni circa la sua città di provenienza. I documenti disponibili sono comunque pochi; il più antico di questi è un atto del 1245, dove egli risulta "servitor et fidelis" dell'Opera del Duomo di Pisa. Qualche anno dopo, in una pergamena del 27 agosto del 1260, Giovanni di Simone figura come testimone, in veste di "magister murorum", all'investitura di Bonaccio di Riccio, nuovo Operaio del Duomo.
La terza apparizione di Giovanni all'interno degli atti pisani risale al 12 aprile 1264 in una pergamena destinata a fra' Guido da Siena de' minori e a Rainaldo Speziale. All'interno dell'atto, Giovanni di Simone compare con la qualifica di capomastro delle maestranze addette all'estrazione e alla lavorazione della pietra dalle cave del Monte Pisano, per la costruzione della chiesa di san Francesco di Pisa. 
Nel 1266 un atto di vendita di un terreno prossimo alla casa dell'Opera del Duomo al già citato Operaio Rainaldo Speziale testimonia che Giovanni di Simone era divenuto capomastro dei lavori dell'Opera del Duomo. La stessa qualifica gli è attribuita in una pergamena del 1267, dove figura come testimone. Tre anni dopo, per mezzo di una delibera comunale, fu esentato dal pagamento di qualsiasi tassa. Il comune pisano dispose ulteriori esenzioni a beneficio dell'architetto nel 1275 e ancora dal 1280 sino al 1286. In particolare, nel 1275, Giovanni di Simone si occupò dei lavori del campanile, interrotti negli anni precedenti a causa della pericolosa inclinazione della struttura. 
Nel 1277 l'arcivescovo Visconti donò un appezzamento di terra per l'edificazione del Camposanto monumentale della Piazza dei Miracoli. L'epigrafe di fondazione posta a sinistra del portale est dell'edificio reca il nome del "magister edificans", ovvero Giovanni di Simone, citato come "Iohanne magistro edificante". A Giovanni di Simone sono oggi attribuiti il progetto iniziale e la prima fase costruttiva del Camposanto. 
Le fonti documentarie non indicano quando ebbero termine i suoi contributi al Camposanto né l'anno preciso e le circostanze in cui egli trovò la morte; tuttavia, la critica è concorde nel collocare la scomparsa dell'architetto entro il 1298.

## Opere
La critica ha a lungo dibattuto circa i contributi di Giovanni di Simone all'interno del panorama dell'architettura pisana. All'architetto sono stati comunque attribuiti alcuni tra i più significativi monumenti pisani del XIII secolo.

### Chiesa di San Francesco
All'interno dell'attività di Giovanni di Simone ha un ruolo di primo piano la realizzazione della chiesa di San Francesco a Pisa e del suo campanile. Come attestato da un atto del 1264, Giovanni diresse i lavori di estrazione dal Monte Pisano per la costruzione della chiesa stessa. Curò poi la direzione dei lavori di progettazione e costruzione della chiesa dal 1265 sino al 1270. 
Il Capitolo Generale dell'Ordine francescano, in particolare, aveva richiesto che la chiesa disponesse di una grande aula luminosa e venisse costruita all'insegna della semplicità e utilizzando materiale povero. La chiesa fu quindi realizzata in cotto, eccezion fatta per il basamento, composto da filari di pietre calcaree del Monte Pisano. L'elemento di maggior pregio della struttura è il campanile pensile il cui peso si distribuisce su due mura perimetrali. La struttura è infatti composta da due mensole che sorreggono una tromba composta da file di mattoni concentrici, alleggerita da piccole arcatelle. 
Alcuni critici hanno attribuito a Giovanni di Simone anche la costruzione del campanile della chiesa pisana di Santa Caterina, sebbene lo stesso presenti alcuni tratti architettonici più arcaici .

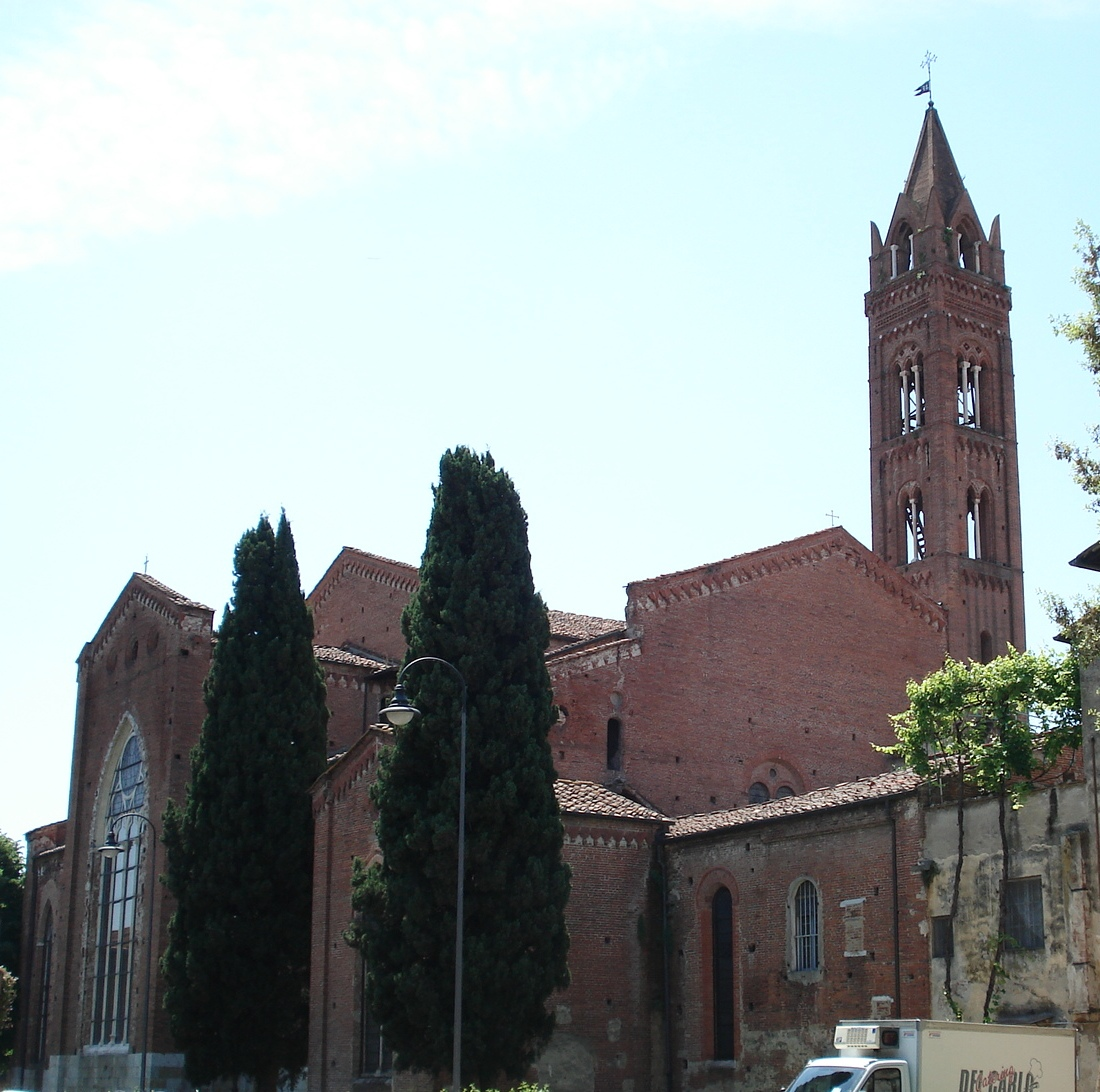
Campanile di S. Francesco a Pisa.

### Torre di Pisa
Un ulteriore contributo di Giovanni è stato individuato nei tre ordini superiori di logge della Torre di Pisa. Parte della critica ritiene che possa aver curato anche dei capitelli poiché alcuni tra questi assumerebbero caratteristiche stilistiche più confacenti allo stile dei Bigarelli, caro a Giovanni di Simone, che alle tendenze di Giovanni di Nicola. 
Sebbene non ci siano documenti espliciti riguardo l'intervento di Giovanni di Simone sulla Torre di Pisa, la critica ritiene che l'apporto dell'architetto non possa essere negato proprio in virtù della difficoltà dell'intervento. Per ultimare il lavoro erano infatti necessarie esperienza e conoscenze avanzate come quelle possedute da Giovanni di Simone. Tali competenze, ravvisabili nelle tecniche innovative utilizzate dall'artista nella costruzione del campanile della chiesa di San Francesco, sarebbero state impiegate anche nella rettifica della pendenza della Torre di Pisa. A partire dal 1180 i lavori alla Torre di Pisa erano stati infatti interrotti a causa della pericolosa pendenza dell'edificio. Giovanni di Simone riuscì ad ultimare il quinto ordine adattando ogni singolo componente alle esigenze strutturali .

### Camposanto monumentale

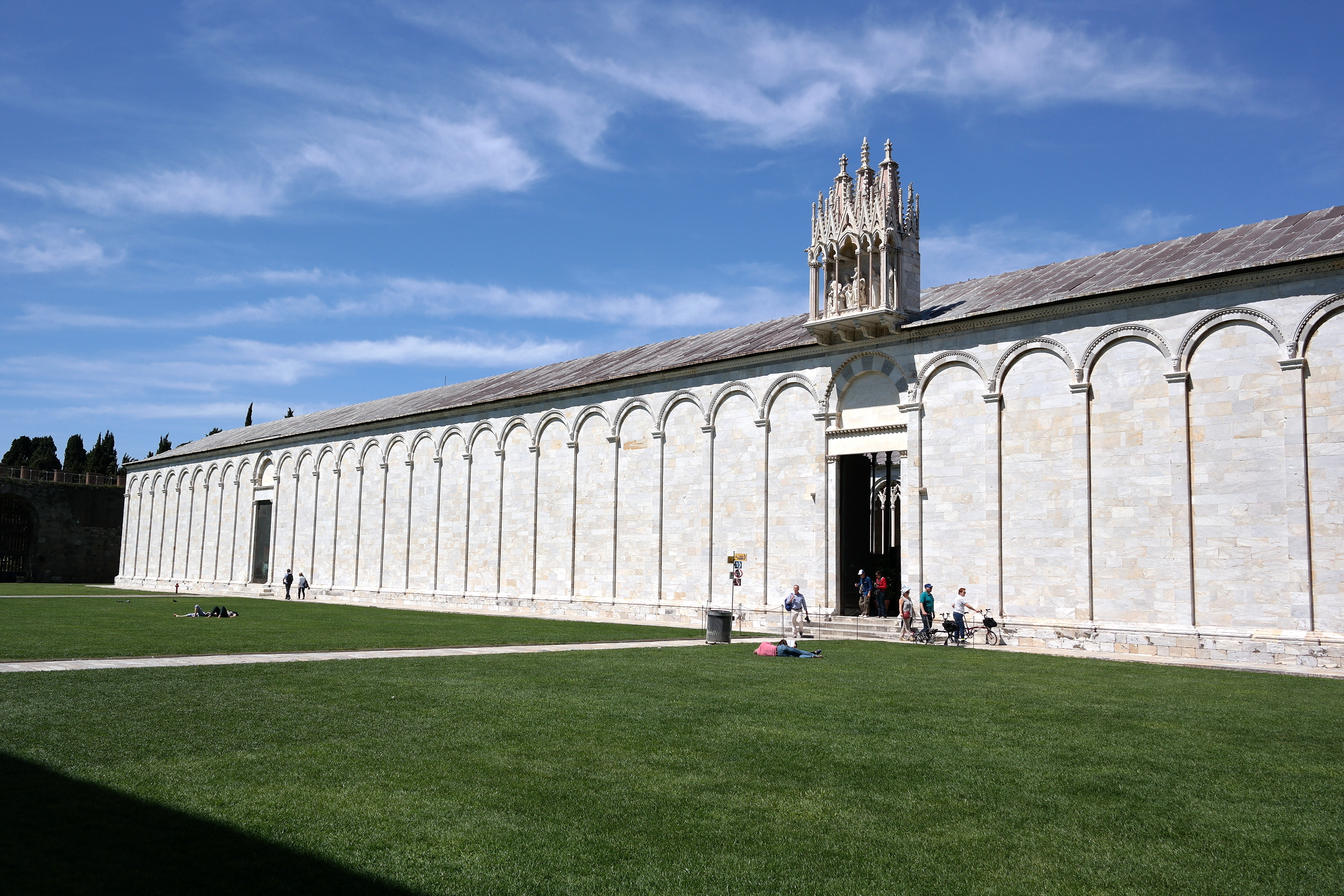
Facciata del camposanto di Pisa

A partire dal 1278, come testimonia l'epigrafe di fondazione, Giovanni si dedicò alla progettazione e alla prima fase di lavori del Camposanto monumentale pisano. In particolare, oltre al disegno iniziale, gli sono attribuite le prime venti arcate della parte orientale del Camposanto. Come nel caso dei capitelli del campanile del duomo, l'angolo sud est del complesso, dal quale secondo le documentazioni prese le mosse l'edificio, presenta dei tratti stilistici comuni all'arte dei Bigarelli. Propri dello stile di Giovanni di Simone sono infatti i motivi decorativi vegetali e le protomi umane delle paraste con il loro fitto ritmo compositivo. 
Per molti anni il contributo di Giovanni di Simone ai lavori del Camposanto pisano è stato erroneamente attribuito a Giovanni di Nicola, di gran lunga più famoso, a causa della problematica interpretazione dell'epigrafe di fondazione dell'edificio, dove l'architetto e ideatore del progetto viene citato come "Iohanne magistro". Mediante le sue ricerche Peleo Bacci dimostrò tuttavia che durante l'avvio ai lavori del Camposanto Giovanni di Nicola e il padre si trovavano a Siena . La tesi di Bacci è inoltre suffragata da una serie di documenti del comune pisano che durante le prime fasi dei lavori di Giovanni di Simone avrebbe esonerato l'artista dal pagamento delle imposte pubbliche, cosa che fa pensare che svolgesse un incarico importante.